# Ristna
Ristna, německy a švédsky Dagerort, je oblast, mys a osada na území vesnice Kalana v západní části poloostrova Kõpu na pobřeží Baltského moře na ostrově Hiiumaa, v kraji Hiiumaa v Estonsku.

## Popis
Jádrem oblasti jsou dvě malé kosy Severní Ristna (Põhja-Ristna nina) a Jižní Ristna (Lõuna-Ristna nina) mající délku cca 400 metrů. Známé jsou také pláže Ristna (Ristna rand) a maják Ristna (Ristna tuletorn) s kavárnou. Oblastí také vede turistická trasa Heltermaa-Ristna-Sarve (Heltermaa-Ristna-Sarve haru) a cyklostezka. Pláže jsou populární mezi vodními sportovci. Nachází se zde také meteorologická stanice, turistické informační centrum (Ristna külastuskeskus), vysílač a pozůstatky sovětských vojenských bunkrů a objektů. Velká část Ristny patří do přírodní rezervace Kõpu (Kõpu looduskaitseala).

## Galerie

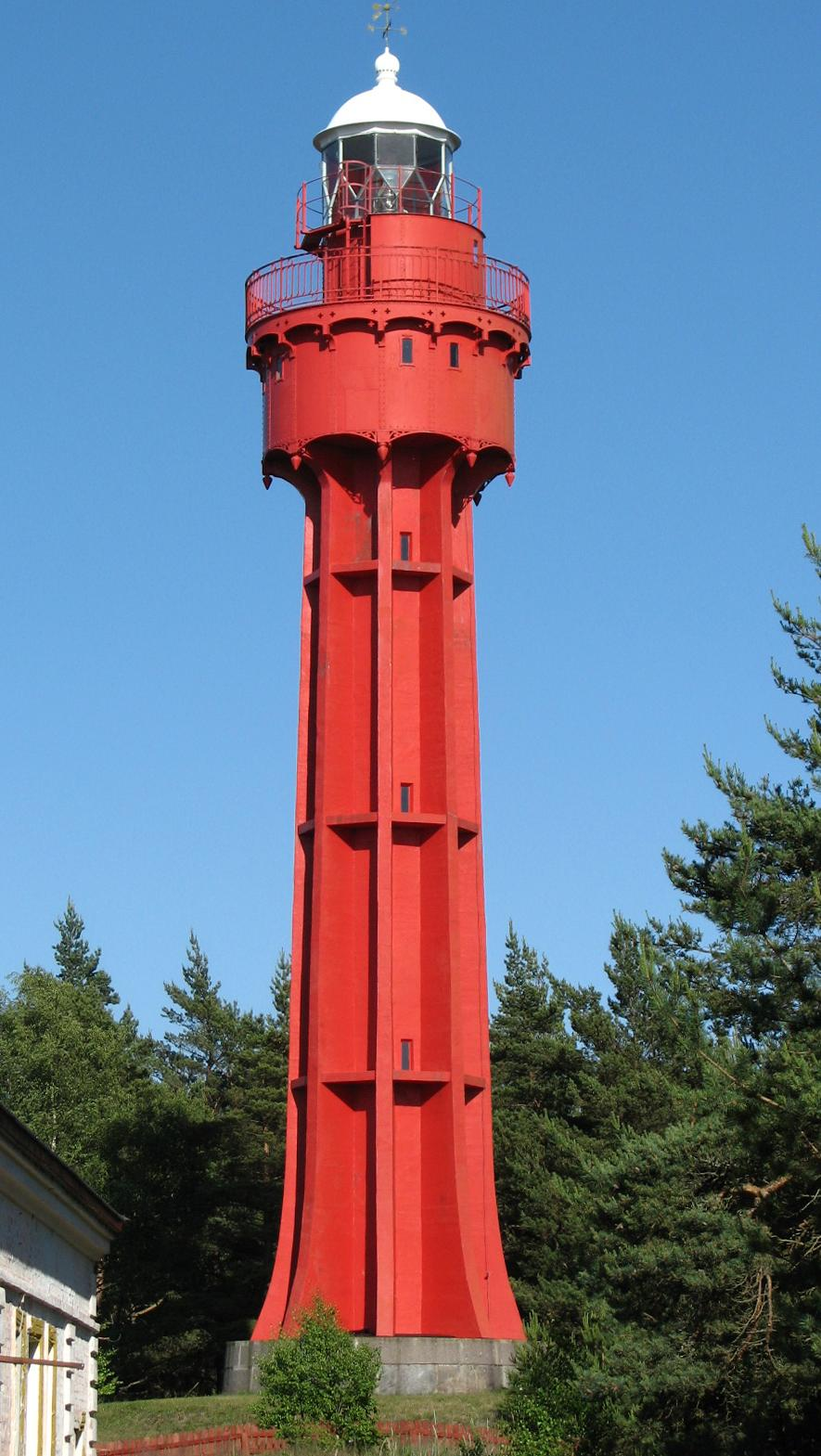
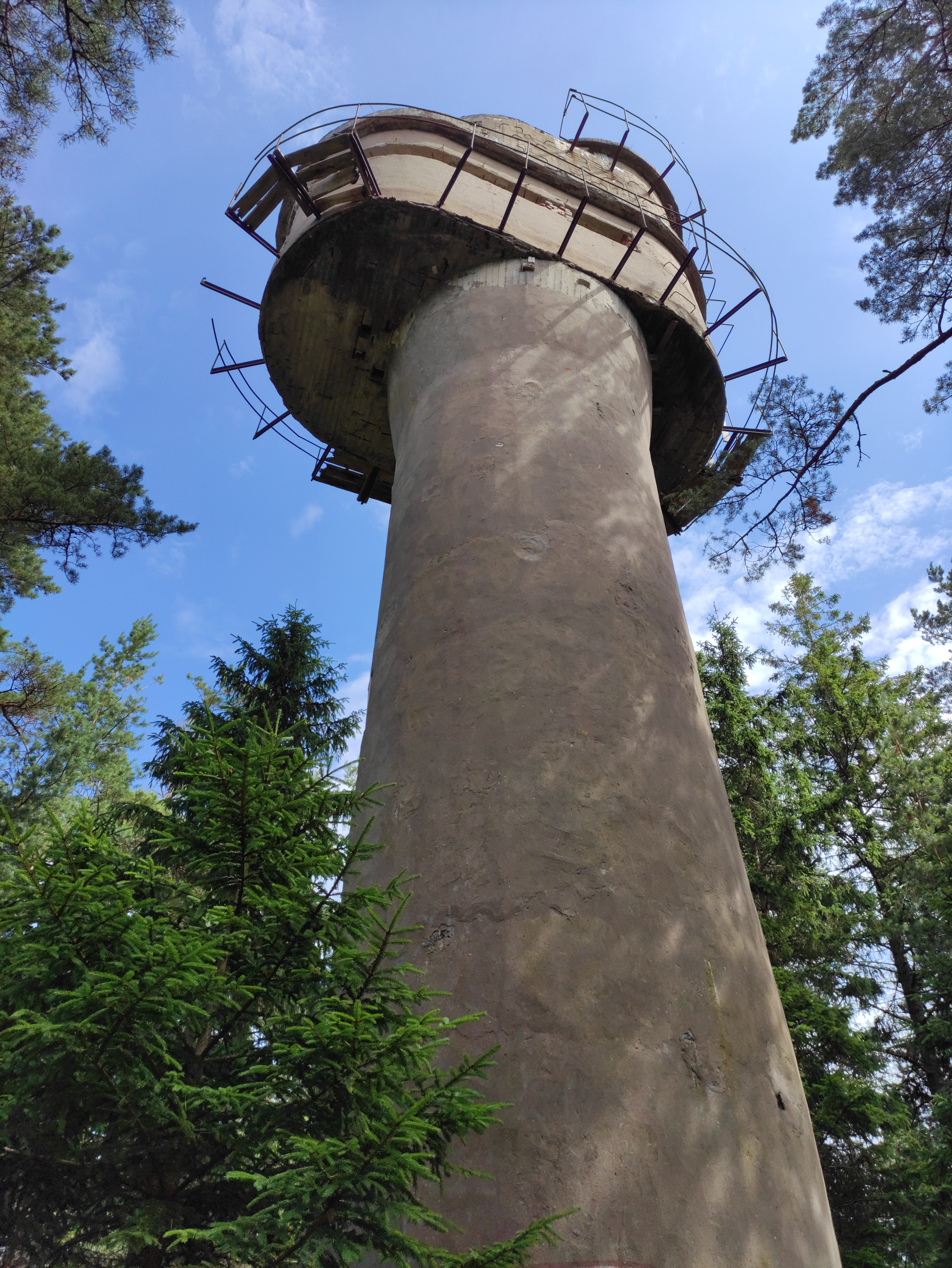
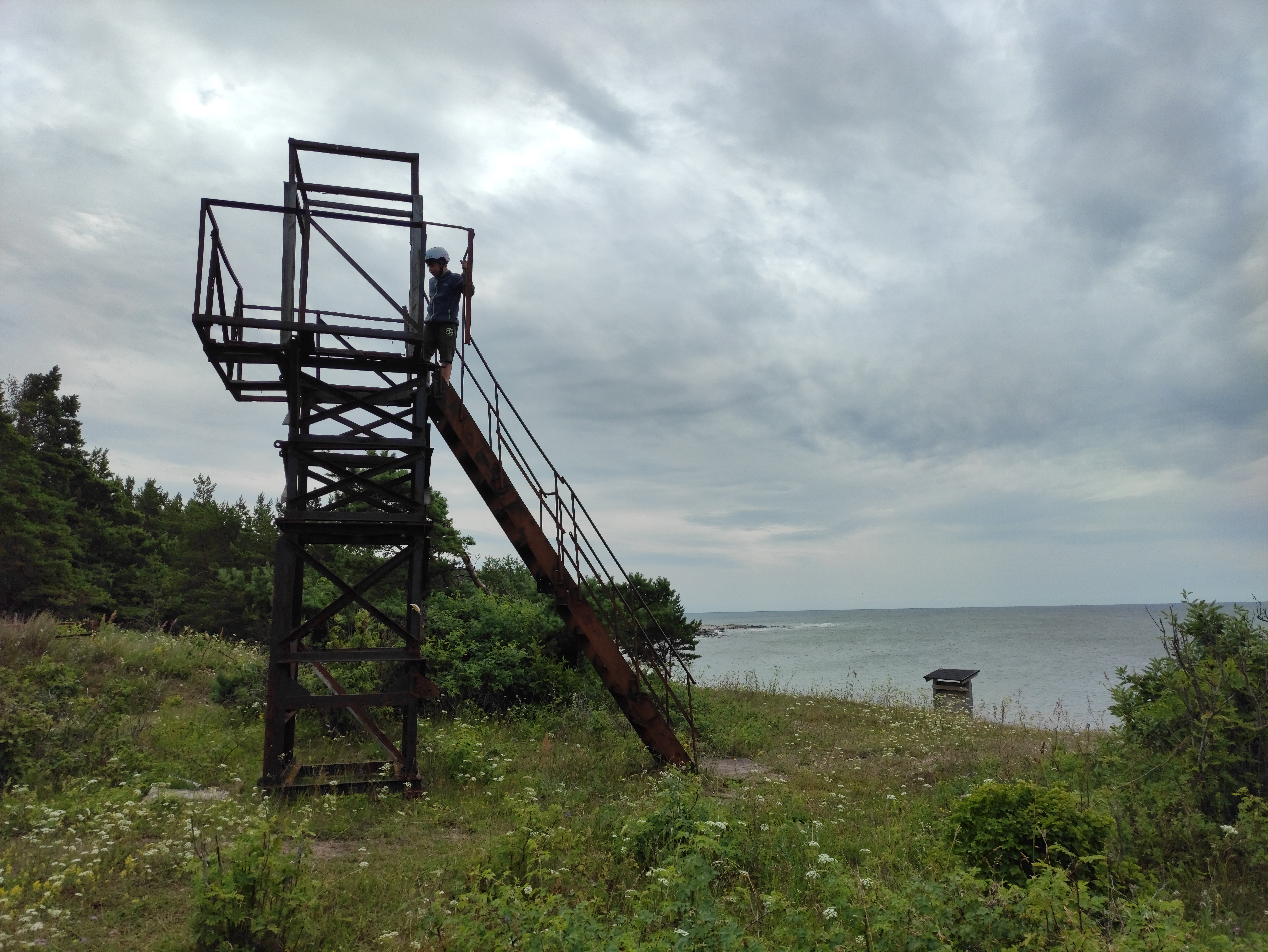
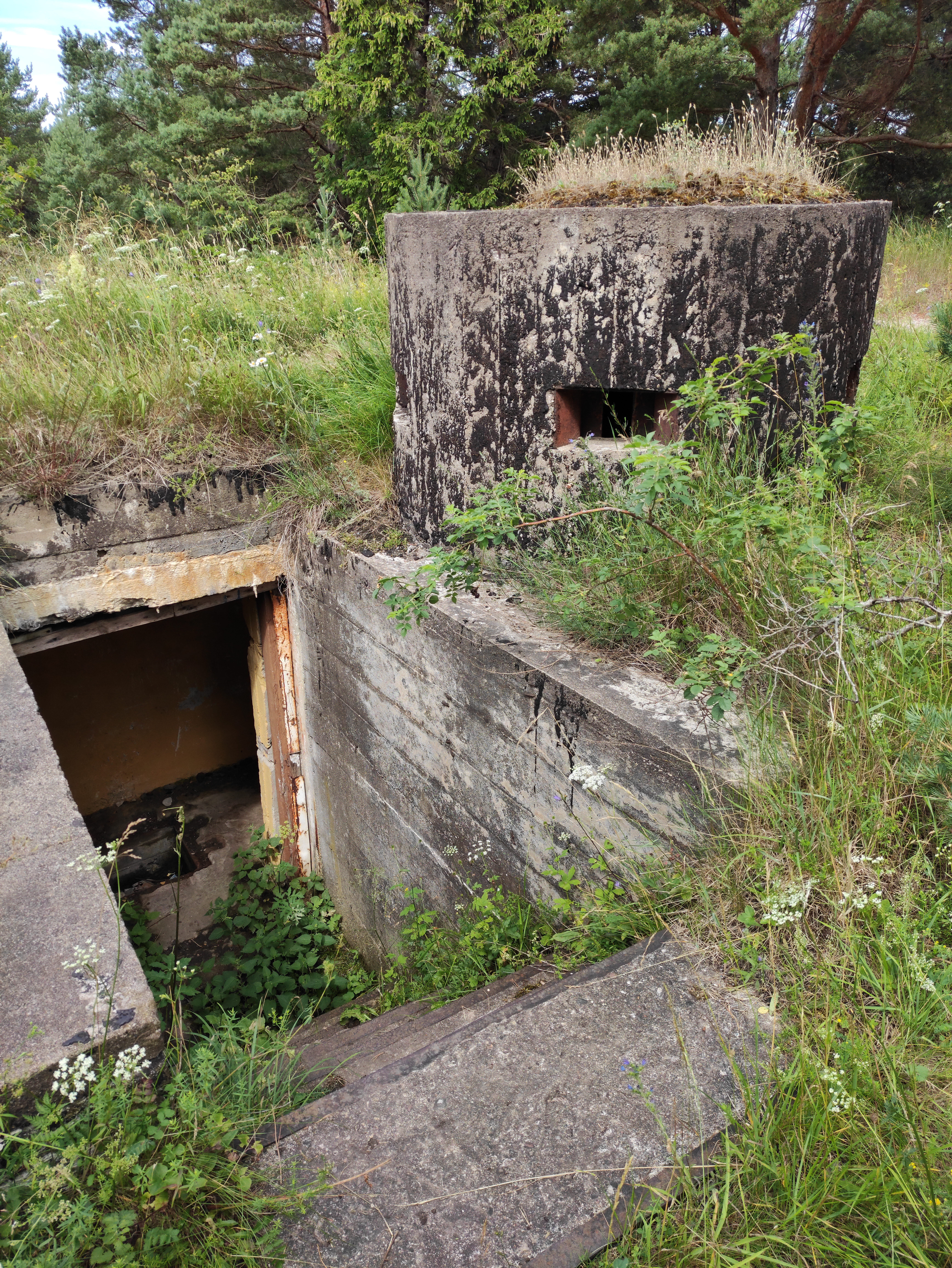
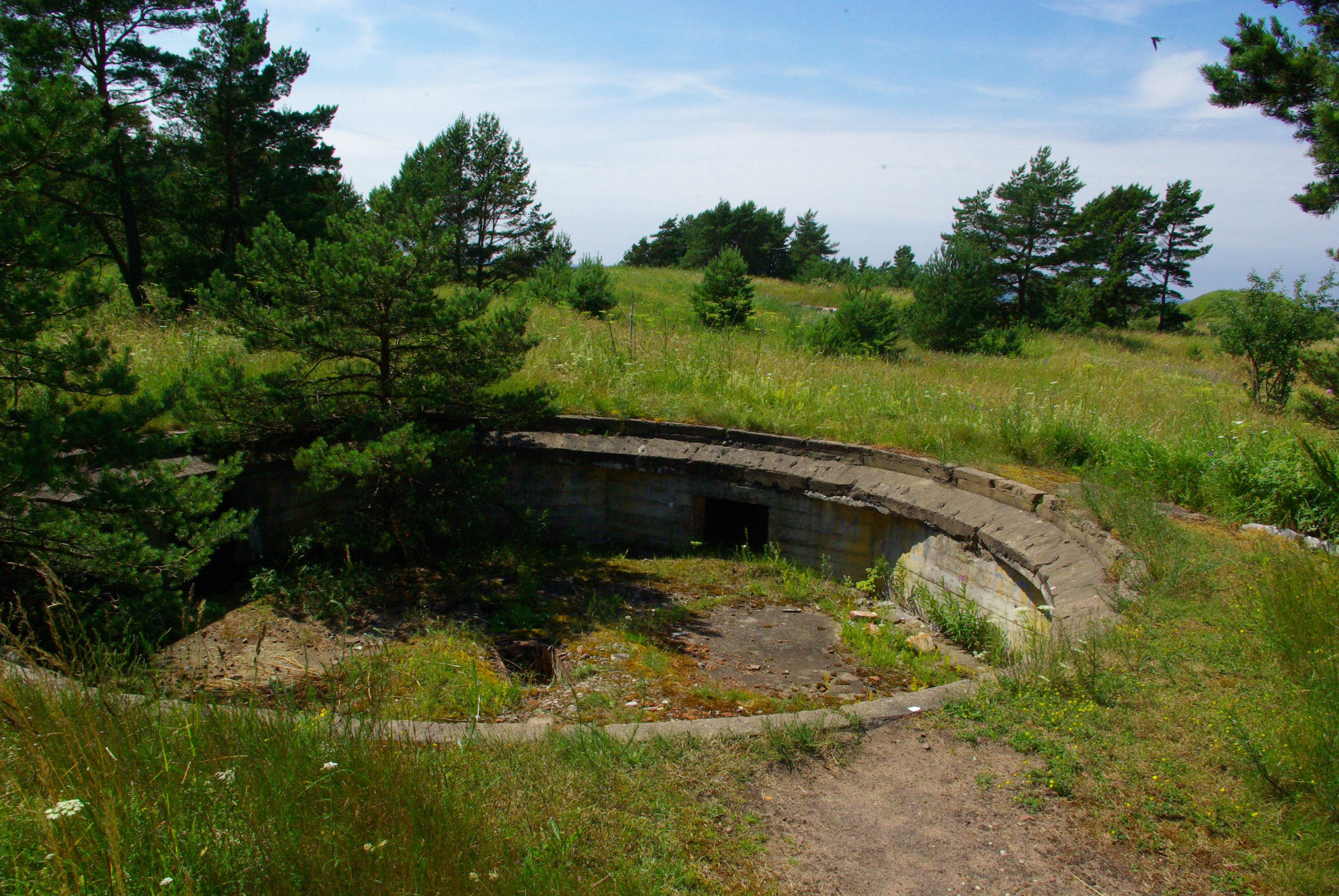
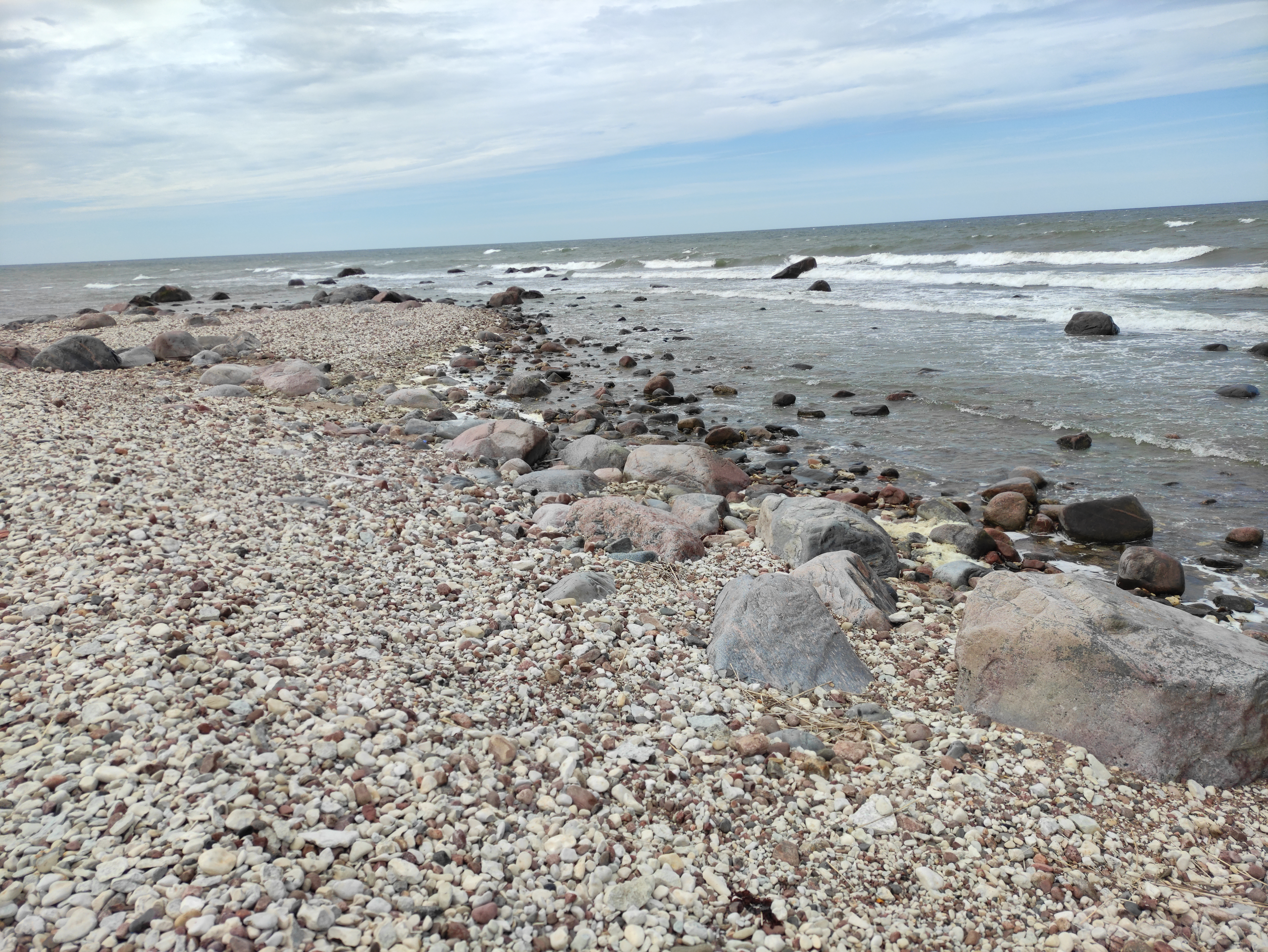
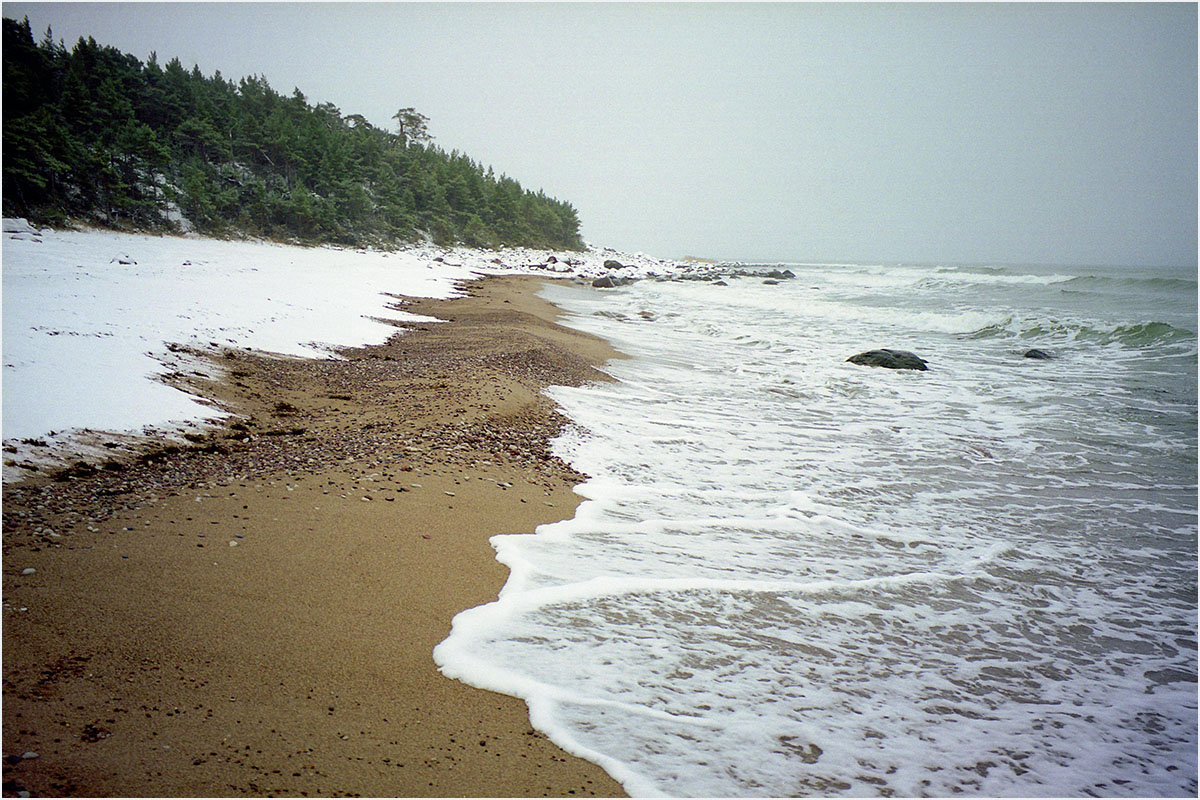
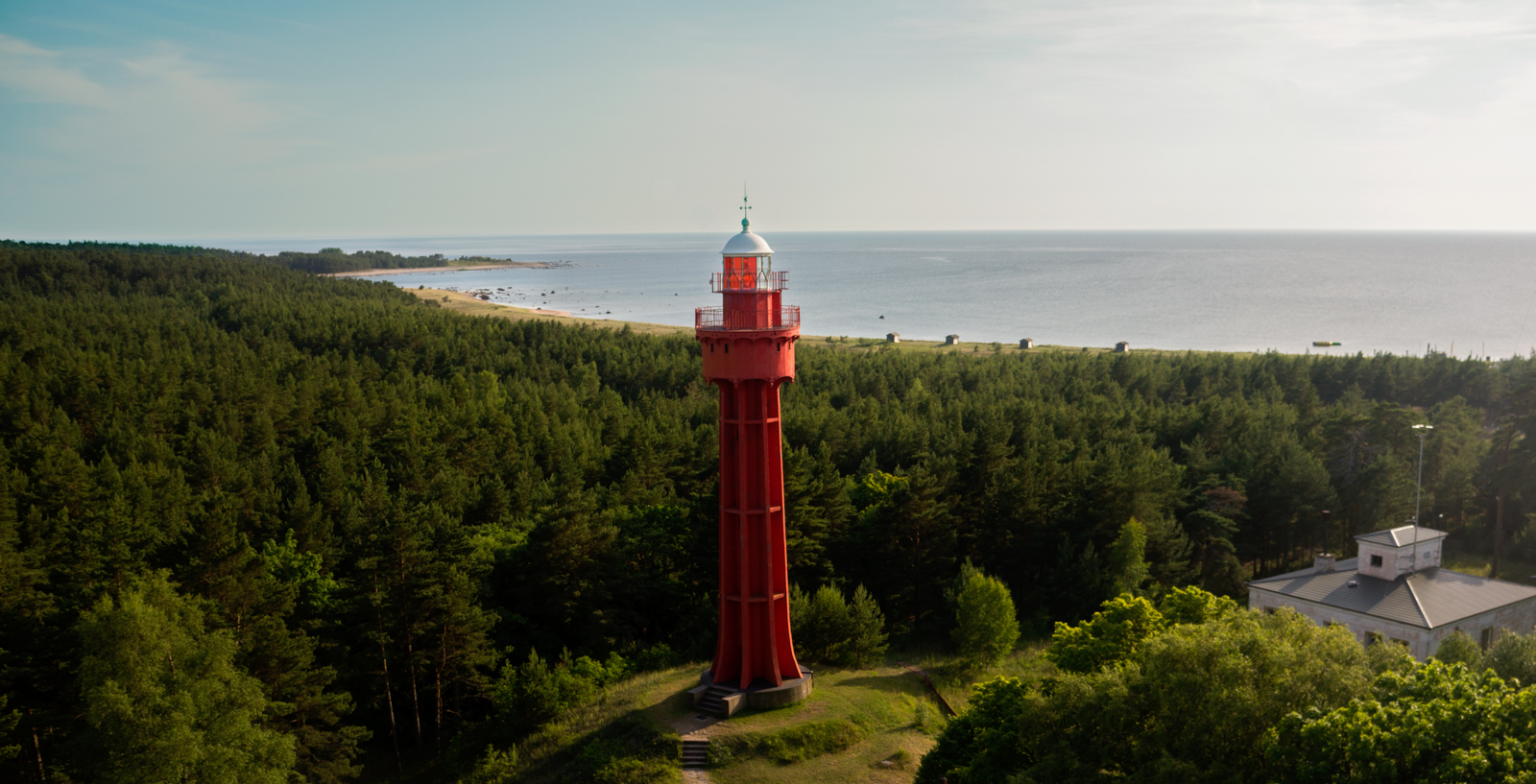